# Lancer du marteau masculin aux championnats du monde d'athlétisme 2009
Navigation
Osaka 2007 Daegu 2011
L'épreuve du lancer du marteau masculin des championnats du monde de 2009 s'est déroulée les 15 et 17 août 2009 dans le Stade olympique de Berlin, en Allemagne. Elle est remportée par le Slovène Primož Kozmus.

## Critères de qualification
Pour être inscrit aux championnats, il faut avoir réalisé au moins 77,50 m (minimum A) ou 74,30 m (minimum B) du 1er janvier 2008 au 3 août 2009.

## Records
Avant cette compétition, les records dans cette discipline étaient les suivants :
| Record du monde         | 86,74 m | Youri Sedykh | Union soviétique | 30 août 1986 | Stuttgart |
| Record des championnats | 83,69 m | Ivan Tsikhan | Biélorussie      | 8 août 2005  | Helsinki  |

## Médaillés
| Or            | Argent            | Bronze           |
| Primož Kozmus | Szymon Ziółkowski | Aleksey Zagornyi |

## Résultats

### Finale
| Rang               | Athlète           | Pays        | Essais | Essais | Essais | Essais | Essais | Essais | Marque | Notes |
| Rang               | Athlète           | Pays        | 1      | 2      | 3      | 4      | 5      | 6      | Marque | Notes |
| ------------------ | ----------------- | ----------- | ------ | ------ | ------ | ------ | ------ | ------ | ------ | ----- |
| Médaille d'or      | Primož Kozmus     | Slovénie    | 75.14  | 79.74  | 77.21  | 79.28  | 80.15  | 80.84  | 80.84  | SB    |
| Médaille d'argent  | Szymon Ziółkowski | Pologne     | 77.44  | 79.30  | 77.85  | 77.66  | 78.09  | 76.89  | 79.30  | SB    |
| Médaille de bronze | Aleksey Zagornyi  | Russie      | 76.11  | x      | 77.42  | x      | 75.11  | 78.09  | 78.09  |       |
| 4                  | Krisztián Pars    | Hongrie     | 75.51  | x      | x      | 77.45  | x      | x      | 77.45  |       |
| 5                  | Sergej Litvinov   | Allemagne   | 74.50  | 74.49  | 75.88  | 76.58  | 76.00  | 74.45  | 76.58  |       |
| 6                  | Markus Esser      | Allemagne   | 68.07  | 76.27  | 74.07  | x      | x      | x      | 76.27  |       |
| 7                  | András Haklits    | Croatie     | 72.60  | 75.12  | 75.09  | x      | 74.82  | 76.26  | 76.26  |       |
| 8                  | Pavel Kryvitski   | Biélorussie | 73.72  | x      | 72.73  | x      | x      | 76.00  | 76.00  |       |
| 9                  | Nicola Vizzoni    | Italie      | x      | x      | 73.70  |        |        |        | 73.70  |       |
| 10                 | Libor Charfreitag | Slovaquie   | x      | 72.63  | x      |        |        |        | 72.63  |       |
| 11                 | Dilshod Nazarov   | Tadjikistan | x      | x      | 71.69  |        |        |        | 71.69  |       |
|                    | Igor Vinichenko   | Russie      | x      | x      | x      |        |        |        | NM     |       |

### Qualifications
Deux groupes sont constitués afin de se qualifier pour la finale, pour laquelle il est nécessaire de lancer à plus de 77,50 m (ou les 12 meilleurs).
| Rang | Athlète                | Pays           | Distance  | Essais  | Essais  | Essais  |
| ---- | ---------------------- | -------------- | --------- | ------- | ------- | ------- |
| 1    | Szymon Ziółkowski      | Pologne        | 77,89 m Q | 77,89 m |         |         |
| 2    | Sergej Litvinov        | Allemagne      | 77,68 m Q | 77,68 m |         |         |
| 3    | Primož Kozmus          | Slovénie       | 77,55 m Q | 77,55 m |         |         |
| 4    | Igor Vinichenko        | Russie         | 77,54 m Q | 77,54 m |         |         |
| 5    | Nicola Vizzoni         | Italie         | 76,95 m q | 76,71 m | x       | 76,95 m |
| 6    | András Haklits         | Croatie        | 76,39 m q | 75,50 m | 76,39 m | 75,73 m |
| 7    | Dilshod Nazarov        | Tadjikistan    | 75,83 m q | 73,84 m | 74,73 m | 75,83 m |
| 8    | Ali Mohamed Al-Zinkawi | Koweït         | 75,10 m   | x       | 73,82 m | 75,10 m |
| 9    | Olli-Pekka Karjalainen | Finlande       | 74,09 m   | x       | 73,25 m | 74,09 m |
| 10   | Mohsen El Anany        | Égypte         | 72,68 m   | 71,42 m | 72,68 m | 72,05 m |
| 11   | Michael Mai            | États-Unis     | 72,58 m   | 72,58 m | x       | 67,47 m |
| 12   | Yury Shayunou          | Biélorussie    | 71,37 m   | 71,37 m | x       | x       |
| 13   | A. G. Kruger           | États-Unis     | 70,19 m   | 67,4    | x       | 70,19 m |
| 14   | Artem Rubanko          | Ukraine        | 69,81 m   | x       | 69,81 m | x       |
| 15   | Ainars Vaičulēns       | Lettonie       | 66,89 m   | 65,7    | 66,89 m | x       |
| 16   | Amanmurad Hommadov     | Turkménistan   | 57,39 m   | 57,39 m | 56,46 m | x       |
| 17   | Chris Harmse           | Afrique du Sud | NM        | x       | x       | x       |

| Rang | Athlète                  | Pays        | Distance  | Essais  | Essais  | Essais  |
| ---- | ------------------------ | ----------- | --------- | ------- | ------- | ------- |
| 1    | Krisztián Pars           | Hongrie     | 78,68 m Q | 72,94 m | 78,68 m |         |
| 2    | Pavel Kryvitski          | Biélorussie | 77,85 m Q | 70,70 m | 72,14 m | 77,85 m |
| 3    | Markus Esser             | Allemagne   | 76,81 m q | 76,81 m | 76,67 m | x       |
| 4    | Libor Charfreitag        | Slovaquie   | 76,29 m q | 69,71 m | 75,39 m | 76,29 m |
| 5    | Aleksey Zagornyi         | Russie      | 75,38 m q | 75,38 m | 74,93 m | 73,75 m |
| 6    | Lukáš Melich             | Tchéquie    | 74,47 m   | 74,40 m | 72,98 m | 74,47 m |
| 7    | Thomas J. Freeman        | États-Unis  | 74,19 m   | 71,38 m | 74,19 m | 72,58 m |
| 8    | Igors Sokolovs           | Lettonie    | 73,97 m   | 73,96 m | 73,97 m | 73,12 m |
| 9    | David Söderberg          | Finlande    | 73,69 m   | 73,69 m | 73,14 m | 73,56 m |
| 10   | Jérôme Bortoluzzi        | France      | 73,09 m   | x       | 73,09 m | 70,69 m |
| 11   | Oleksiy Sokyrskyy        | Ukraine     | 72,56 m   | 70,67 m | x       | 72,56 m |
| 12   | Aléxandros Papadimitríou | Grèce       | 72,02 m   | x       | x       | 72,02 m |
| 13   | Javier Cienfuegos        | Espagne     | 72,01 m   | 69,60 m | 71,63 m | 72,01 m |
| 14   | Dzmitry Shako            | Biélorussie | 71,80 m   | 71,80 m | 70,57 m | x       |
| 15   | Eşref Apak               | Turquie     | 70,70 m   | x       | 70,70 m | x       |
| 16   | Juan Ignacio Cerra       | Argentine   | 69,37 m   | 66,77 m | 67,98 m | 69,37 m |
| 17   | Bergur Ingi Pétursson    | Islande     | 68,62 m   | 67,32 m | 68,62 m | x       |

## Engagés
Le premier groupe, qui débute à 12 h, comprend :
1. Olli-Pekka Karjalainen  Finlande  	78,64 m (83,30 m comme PB)
2. Dilshod Nazarov  Tadjikistan 	79,28 m
3. Artem Rubanko  Ukraine 	79,69 m (80,44 m)
4. Ali Mohamed Al-Zinkawi  Koweït 	78,49 m
5. Primož Kozmus  Slovénie 	80,34 m (82,30 m)
6. Yury Shayunou  Biélorussie 	80,72 m
7. Amanmurad Hommadov 	 Turkménistan 	65,60 m
8. András Haklits  Croatie 	76,49 m (80,41 m)
9. Sergej Litvinov  Allemagne 	77,88 m
10. Michael Mai  États-Unis 	73,80 m (76,28 m)
11. A. G. Kruger  États-Unis 	75,69 m	(79,26 m)
12. Szymon Ziólkowski  Pologne 	78,93 m	(83,38 m)
13. Nicola Vizzoni  Italie 	79,74 m (80,50 m)
14. Ainars Vaičulēns  Lettonie 	74,76 m
15. Mohsen El Anany  Égypte 	76,40 m
16. Chris Harmse  Afrique du Sud 	74,78 m (80,63 m)
17. Igor Vinichenko  Russie 	78,19 m (80,00 m)

Le second groupe qui suit à 13 h 20, comprend :
1. Dzmitry Shako  Biélorussie  	77,35 m (78,54 m)
2. Jérôme Bortoluzzi  France 	76,38 m (77,33 m)
3. Igors Sokolovs  Lettonie 	80,14 m
4. Oleksiy Sokyrskyy  Ukraine 	75,37 m	(75,54 m)
5. Aleksey Zagornyi  Russie 	80,10 m (83,43 m)
6. Javier Cienfuegos  Espagne 	74,77 m
7. Pavel Kryvitski  Biélorussie 	79,48 m (80,02 m)
8. Eşref Apak  Turquie 	77,11 m (81,45 m)
9. Juan Ignacio Cerra  Argentine 	70,63 m (76,42 m)
10. Lukáš Melich  Tchéquie 	78,91 m	(79,36 m)
11. Bergur Ingi Pétursson  Islande 	73,00 m (74,48 m)
12. Libor Charfreitag  Slovaquie 	78,81 m (81,81 m)
13. Markus Esser  Allemagne 	79,43 m (81,10 m)
14. Krisztián Pars  Hongrie 	81,43 m (82,45 m)
15. David Söderberg  Finlande 	75,44 m (78,83 m)
16. Thomas J. Freeman  États-Unis 	76,86 m
17. Aléxandros Papadimitríou  Grèce 	76,52 m (80,45 m)